# Samuel D. McEnery
Samuel Douglas McEnery, född 28 maj 1837 i Monroe, Louisiana, död 28 juni 1910 i New Orleans, Louisiana, var en amerikansk jurist och politiker (demokrat). Han var guvernör i delstaten Louisiana 1881-1888. Han representerade Louisiana i USA:s senat från 1897 fram till sin död.
McEnery studerade vid Spring Hill College, United States Naval Academy och University of Virginia. Han deltog i amerikanska inbördeskriget i Amerikas konfedererade staters armé och befordrades till löjtnant. Han inledde 1866 sin karriär som advokat i Monroe.
McEnery var viceguvernör i Louisiana 1880-1881. Guvernör Louis A. Wiltz avled 1881 i ämbetet och efterträddes av McEnery. Han vann en hel mandatperiod som guvernör i 1884 års guvernörsval och efterträddes fyra år senare av Francis T. Nicholls.
McEnery tjänstgjorde som domare i Louisianas högsta domstol 1888-1897. Han efterträdde 1897 Newton C. Blanchard som senator för Louisiana. Han avled 1910 i ämbetet och efterträddes av John Thornton.
McEnery är begravd på Metairie Cemetery i New Orleans.